# Unimak Island
Unimak Island ist die größte und östlichste Insel der Aleuten. Die Insel ist etwa 95 Kilometer lang und 116 Kilometer breit, die Landfläche liegt bei knapp 4.070 Quadratkilometern. Die höchste Erhebung der Insel ist der Vulkan Shishaldin (2.857 Meter). Im Osten von Unimak verläuft die rund acht Kilometer lange Isanotski Strait, die die Insel vom Festland Alaskas abgrenzt und die eine Breite von durchschnittlich 1,6 Kilometern besitzt (die geringste Distanz zwischen dem Festland von Alaska und Unimak liegt bei rund 700 Metern am sogenannten Kabuch Point). Nach Südosten bildet Unimak die Ikatan-Halbinsel aus, die nur über eine weniger als 500 Meter breite Landzunge mit der Insel verbunden ist. Der äußerste Punkt dieser Halbinsel heißt Cape Pankof.

## Vulkanismus
Unimak besitzt mit dem Shishaldin einen der zehn aktivsten Vulkane weltweit (letzter Ausbruch im Jahr 2020). Weitere große Vulkane sind die vermutlich ruhenden Isanotski Peaks (2.471 Meter, letzter Ausbruch nicht genau bekannt) sowie der Pogromni (1.991 Meter, letztmals ausgebrochen im Jahr 1830) und der Mount Westdahl (1.654 Meter, letzter Ausbruch zum Jahreswechsel 1991/92) im Westen der Insel. Im südwestlichen Bereich der Insel befindet sich ferner die sogenannte Fisher Caldera, die mit einer Ausdehnung von rund 18 Kilometern Länge und elf Kilometern Breite eine der größten Calderas der Aleuten ist. Es handelt sich hierbei um drei eng beieinander liegende Kraterseen von etwa 2,4 bis 3,6 Kilometer Durchmesser, die im Kontext eines großen Vulkanausbruches vor rund 10.700 Jahren entstanden sind. Ein Großteil der Insel ist aufgrund der zahlreichen Erhebungen vergletschert. Die Gletscher reichen teils bis hinunter an die Küste.

## Tsunami-Ereignisse
Unimak Island war in der Vergangenheit mehrfach von schweren Tsunami-Ereignissen betroffen. Am 1. April 1946 ereignete sich ein Erdbeben der Magnitudenstärke von 8,1 etwa 90 Kilometer südlich der Insel. Das Beben verursachte einen Tsunami, der mit bis zu 35 Metern Höhe auf die Insel traf, wobei die Welle die fünfköpfige Besatzung des am südwestlichen Ende der Insel liegenden und seinerzeit rund 30 Meter über dem Meeresspiegel sich befindenden Leuchtturmes Scotch Cap Light – den Leuchtturmwärter Anthony Petit sowie die Angestellten Jack Colvin, Dewey Dykstra, Leonard Pickering und Paul James Nessin – in den Tod riss. Im Nachgang wurde der bemannte Leuchtturm durch ein automatisiertes und nur temporär von Wartungstrupps überwachtes Leuchtfeuer ersetzt. Ein weiteres schweres Erdbeben am 9. März 1957, welches sich im Aleutengraben ereignete und das eine Magnitudenstärke von 8,6 erreichte, generierte einen Tsunami, der mit einer Höhe von rund 23 Metern auf die Insel traf (es gab in diesem Fall glücklicherweise jedoch keine Opfer).

## Fauna
Die Fauna Unimaks ähnelt weitgehend dem Festland und stellt die Grenze zu der kargen Fauna der übrigen Alëuten dar. Auf der Insel leben u. a. Rentiere (Caribous) und Braunbären, auf den benachbarten Inseln im Westen Unimaks leben nur noch Kleintiere wie z. B. der Rotfuchs.

## Verkehr und Infrastruktur
Der Unimak Pass im Südwesten der Insel ist eine wichtige Durchfahrtsmöglichkeit für die Handelsschifffahrt von Häfen der östlichen Beringsee. Er trennt Unimak von den Krenitzin- und den Fox-Inseln. An der Ostküste der Insel liegt False Pass, der Hauptort und zugleich die größte Gemeinde auf der Insel, die auch an den Alaska Marine Highway angebunden ist. False Pass war zu Beginn des 20. Jahrhunderts lediglich eine Anlaufstelle und ein Ankerplatz von Fischereifahrzeugen, später entstand dort eine Lachs-Konservenfabrik. 1921 erhielt der Ort eine Dienststelle des United States Postal Service und bekam in diesem Zusammenhang auch die offizielle Bezeichnung False Pass; 1930 folgte die Erfassung der Gemeinde durch das United States Census Bureau als sogenanntes Unincorporated Area. Auf Unimak befinden sich die beiden Flughäfen Akutan Seaplane Base und Cape Sarichef Airport.